# Articulation tarso-métatarsienne
 (décembre 2023).
Si vous disposez d'ouvrages ou d'articles de référence ou si vous connaissez des sites web de qualité traitant du thème abordé ici, merci de compléter l'article en donnant les références utiles à sa vérifiabilité et en les liant à la section « Notes et références ».
Les articulations tarso-métatarsiennes sont les trois articulations qui unissent les cinq métatarsiens à la rangée distale du tarse constituée par l'os cuboïde et les trois cunéiformes. L'ensemble de ces trois articulations est également nommé articulation de Lisfranc du nom du chirurgien et gynécologue des XVIIIe et XIXe siècles, Jacques Lisfranc de Saint-Martin.

## Description
Les trois articulations tarso-métatarsiennes sont des articulations synoviales ayant chacune leur propre capsule.
La première articulation relie le cunéiforme médial et le premier métatarsien.
La deuxième articulation relie les cunéiformes intermédiaire et latéral avec les deuxième et troisième métatarsiens.
La troisième articulation relie l'os cuboïde aux quatrième et cinquième métatarsiens.

## Surfaces articulaires
Du côté du métatarse, les surfaces articulaires sont constituées par les faces postérieures de la base des métatarsiens.
La surface articulaire du premier métatarsien est légèrement concave en avant et en dehors en forme de croissant.
Celle du deuxième métatarsien s'articule avec les surfaces articulaires des trois cunéiformes. Elle est complétée par deux facettes sur les faces latérale et médiale de la base.
Celle du troisième métatarsien est plane.
Les deux derniers métatarsiens possèdent des surfaces articulaires légèrement concaves pour l'os cuboïde.
Du côté du tarse, la surface du cunéiforme médial est légèrement convexe. et celles des deux autres cunéiformes sont planes.
L'os cuboïde présente deux facettes articulaires légèrement convexe.

## Moyens d'union
Les trois capsules articulaires s’insèrent au contact des surfaces articulaires. Il n'est pas rare que des communications existent entre les trois cavités articulaires.
Les capsules sont renforcées par l'ensemble des ligaments tarso-métatarsiens plantaires et dorsaux. Les deux dernières articulations sont également consolidées par les ligaments cunéo-métatarsiens interosseux.

## Anatomie fonctionnelle
La deuxième articulation est quasi immobile. Les première et la troisième articulations ont une petite amplitude de flexion - extension et de glissement[Quoi ?].

## Aspect clinique
Une luxation de cet ensemble articulaire se nomme entorse de Lisfranc.